# 高取邦和
高取 邦和（たかとり くにかず、1944年 - ）は、日本のインテリアデザイナー。株式会社高取空間計画主宰。

## 略歴
静岡県浜松市出身
- 1968年　東京藝術大学美術学部工芸科卒業
- 1970年　東京藝術大学大学院美術学部工芸科修了
- 1973年　株式会社スーパーポテト設立参加
- 1988年　有限会社高取邦和設計室設立
- 1991年　株式会社高取空間計画設立

## 主な作品
- インテリアデザイン
- ブティック「カルバンクライン」
- ブティック「イッセイミヤケ」
- ギャラリー「知器」
- バー「松下」
- 「茶・銀座」
- 寿司「松栄」
- そば「松玄」
- 洋食「ティスト・ワン」
- 「茨城県自然博物館（インテリア）」
- 「富山県こども未来館（インテリア）」
- 「茨城県大洗水族館（インテリア）」

- 展覧会（家具展）
- パリ「メゾンド・オブジェ」
- ニューヨーク「トライベッカ イッセイ・ミヤケ」

## 高取事務所出身のデザイナー
- 中村隆秋
- 星野忠夫
- 井上桂